# Татшеншини-Алсек
Провинциальный парк Татшеншини-Алсек (англ. Tatshenshini-Alsek Park) — провинциальный парк в Британской Колумбии, Канада. Имеет площадь в 9580 км². Парк был создан в 1993 году после интенсивной кампании, проводившейся канадскими и американскими природоохранными организациями, имевшей целью остановить добычу, разведку и разработку полезных ископаемых в этой области и добиться для неё статуса охраняемой территории, как важного объекта природного наследия со значительным биоразнообразием.
Парк расположен на крайнем северо-западе Британской Колумбии, на границе американского штата Аляска и канадской территории Юкон. Он находится между национальным парком и заповедником Клуане в Юконе и национальными парками и заповедниками Глейшер-Бей и Рангел — Сент-Элайас на Аляске. Парк является частью парковой системы Клуэйн, Рангел — Сент-Элайас, Глейшер-Бей и Татшеншини-Алсек, которая в 1994 году была объявлена объектом Всемирного наследия ЮНЕСКО.
На территории парка река Татшеншини впадает в реку Алсек.